# Fischerfest vom Lago Malai

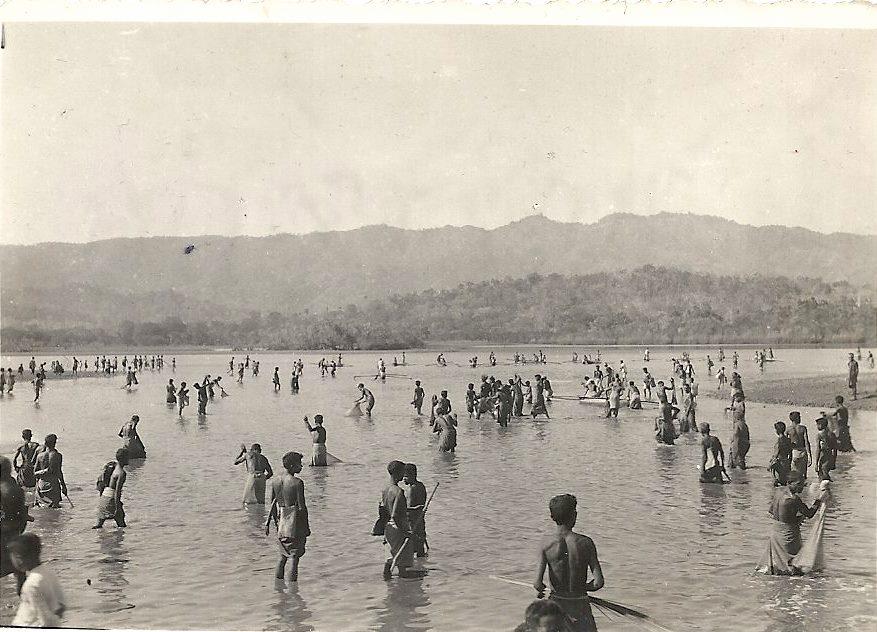
Fischer im Malai in den 1930er Jahren

Das Fischerfest vom Lago Malai ist eine Zeremonie, die alle vier Jahre am Lago Malai, einem See in Osttimor, abgehalten wird. Der Salzsee liegt an der Grenze zwischen den Verwaltungsämtern Balibo und Atabae in der Gemeinde Bobonaro.
Der Artikel beschreibt die Riten und Zeremonien laut einem Augenzeugenbericht von 1960. Zwar ist die Bevölkerung seitdem fast vollständig von der alten animistischen Religion zum römisch-katholischen Glauben konvertiert, doch findet das Fest noch immer statt, wobei Berichte über den heutigen Ablauf fehlen. Letzte Berichte über das Fest gibt es vom 7./8. Oktober 2017.

## Hintergrund

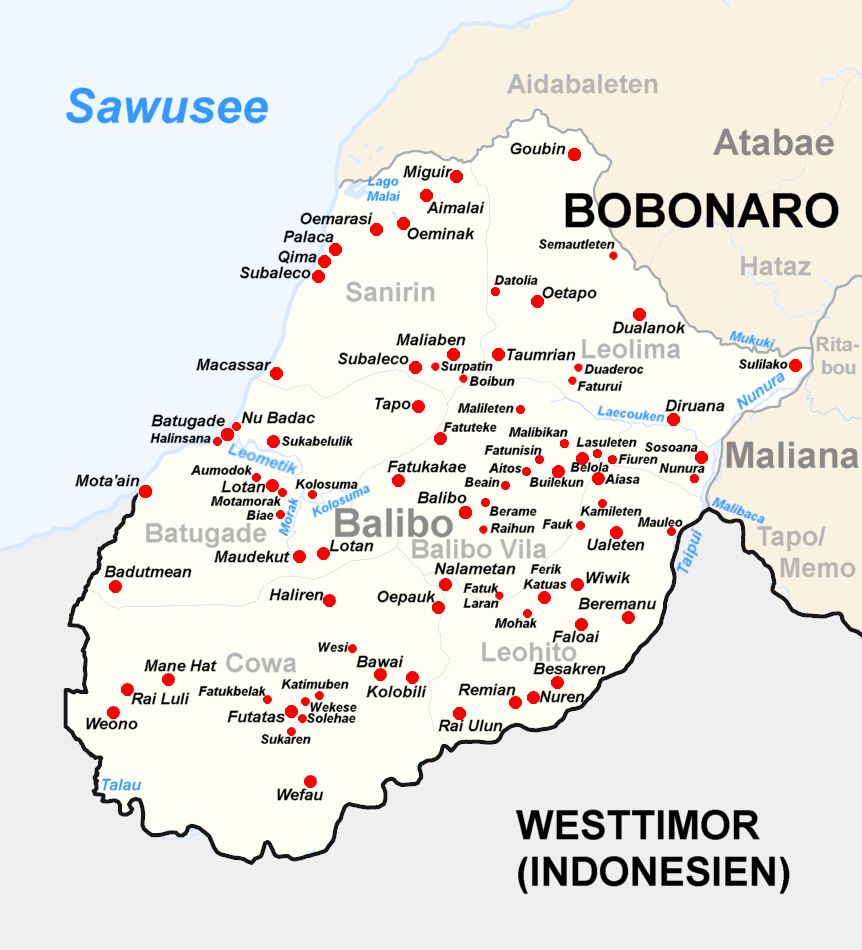
Der Lago Malai liegt im Nordwesten des Verwaltungsamts Balibo

In der Region leben zwei Volksgruppen: die Atabae-Kemak im Norden, die Balibo-Tetum im Süden. Alle vier Jahre findet am 29. und 30. August am Lago Malai ein Fest statt, das auf dem Entstehungsmythos des Sees beruht. Die gesamte Zeremonie soll den Entstehungsmythos des Sees wiederholen und das Weiterbestehen des Gewässers und seiner Fische sichern. Auch die Leistenkrokodile, die in dem See leben, sollen durch die Zeremonie besänftigt werden. Immer wieder wurden Menschen Opfer von Krokodilen, die als Ahnherren der Timoresen gelten (siehe auch: Das gute Krokodil). Wird eine Frau von Krokodilen getötet, heißt es, die Krokodile hätten an ihr Gefallen gefunden und wollten sie als Ehefrau holen. Getöteten Männern wird nachgesagt, sie wären für Hochmut und Arroganz bestraft worden.
Das Datum kann sich verschieben, wenn tote Fische oder Garnelen an das Ufer angeschwemmt werden. Dies wird als warnendes Zeichen angesehen, dass die heilige Naturenergie (Lulik) einer Verjüngung bedarf. Daher fand zum Beispiel 1960 das Fest am 19. und 20. August statt. Auch bei besonders starken Regenfällen wird ein zusätzliches Fest innerhalb dieses Vier-Jahres-Zyklus gefeiert. Dies wird nach Absprache mit den traditionellen Herrschern (Liurai) von Balibo und Atabae durch den Rai lulik (deutsch Heiliger Herrscher, der oberste Priester des Reiches) von Balibo bestimmt. Die Liurais rufen dann die Bevölkerung zusammen, um den Mythos wieder aufleben zu lassen und nach den Zeremonien zwei Tage lang auf Fischfang zu gehen.

## Entstehungslegende des Sees
Der Legende nach gab es einst zwei große Liurais in Atabae und Balibo, die im Streit um die Grenzziehung in der Region lagen. Da sie sich nicht einigen konnten, kam es zu einem Stockkampf zwischen den beiden. Während des Kampfes erschien eine sehr alte Frau mit einem großen Wasserkrug auf ihrem Kopf. Der Herrscher von Balibo traf versehentlich den Kopf der Frau. Sein Stock zerbrach in zwei Hälften und auch der Krug wurde zerschlagen. Die Frau verschwand, aber das Wasser des Kruges bildete den Lago Malai.

## Opferzeremonie

### Das Menschenopfer

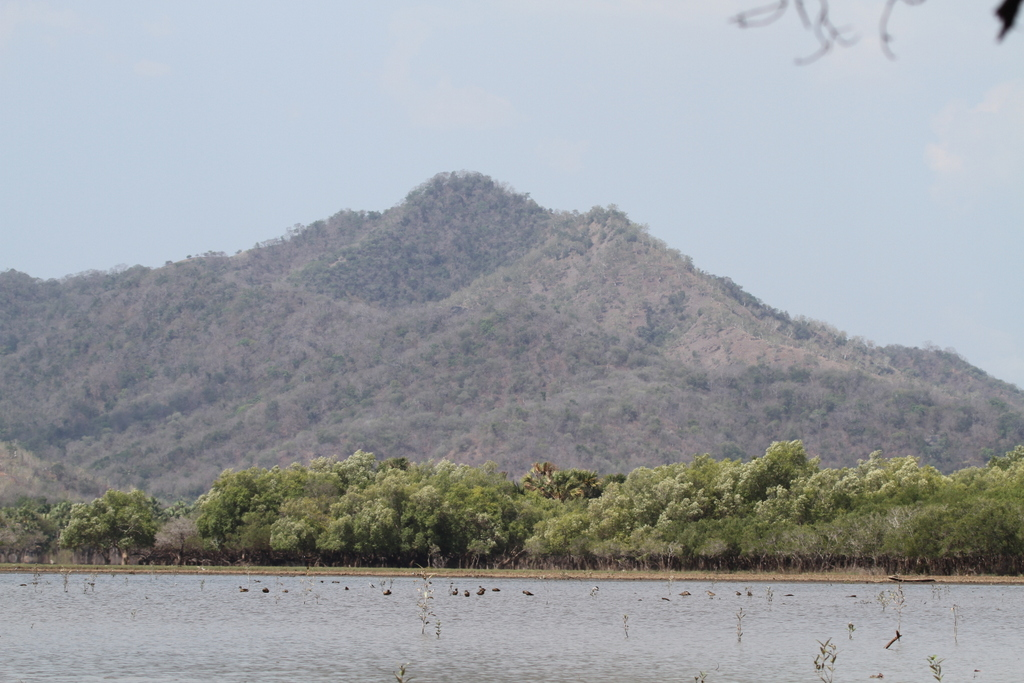
Hinter dem See steigt das Land schnell an und bildet eine kleine Bergkette

Früher wurde anlässlich des Festes ein kräftiger Mann aus der Familie des Liurais von Balibo hingerichtet, doch die Portugiesen verboten dieses Opfer, als sie 1769 die Kontrolle über die Region übernahmen. Das Opfer stammt aber nur selten aus der höchsten Kaste der Rato, sondern eher aus der zweithöchsten der Patcha, das dann als Sohn des Liurais von Balibo adoptiert wurde. Brachte es dem Opfer selbst nur den Tod, profitierten doch seine Mutter und älteren Geschwister. Dem Brauch nach galt die Mutter nun als ehemalige Frau des Liurais und ihre Söhne als potentielle Erben. Die Töchter hatten nun die Möglichkeit, in benachbarte Rato-Familien einzuheiraten. In der Realität hatten aber auch die Geschwister nur beschränkt Vorteile. Die Söhne wurden mit Aufgaben belegt, die Ehre ihres „Vaters“ zu verteidigen, was meist tödlich endete, und die Töchter heirateten ihre „Brüder“, die leiblichen Söhne des Liurais, um das „heilige Blut“ der Herrscherfamilie nicht mit einer anderen Familie oder Kaste zu „verunreinigen“.
Seit dem Verbot des Menschenopfers werden stattdessen ein schwarzer Eber und ein junger, weiblicher Büffel getötet; der Sohn des Liurais von Balibo wirkt als symbolisches Opfer mit. Hat der Liurai keinen Sohn, wird auch heute noch symbolisch ein Ersatz adoptiert. Die Geschwister behalten aber nun ihren Patcha-Status. Die Büffelkuh kommt aus der Herde des Liurais von Balibo. Er und seine Familienmitglieder erhalten zuerst von dem Fleisch des Opfertieres. Nur der symbolisch geopferte Sohn geht leer aus. Die Herkunft des Ebers ist nicht klar, möglicherweise gehört auch er dem Liurai.
Am ersten Tag des Festes treffen sich die beiden Reiche am See: die Atabae-Kemak am Nordufer und die Balibo-Tetum am Südufer. Auf Seiten der Atabae wird ein großer Rundbau errichtet und eine Brücke wird angelegt. Die Bauwerke bestehen aus Bambus, der mit Lianen zusammengebunden wird. An der Spitze der Brücke hängt eine Kokosnussschale, gefüllt mit Öl und einer Bambusschnur. Diese Lampe wird die ganze Nacht immer wieder erneuert. Auch am Ufer stehen Bambusstangen mit Kokosnusslampen an ihrer Spitze. Bis spät treffen beide Reiche und Kasten sich im Rundbau zum Tanzen und Singen.
Das menschliche „Opfer“ muss sich mit Sonnenuntergang in eine eigene Hütte (Palapa genannt) abseits der Feiergesellschaft zurückziehen. Sobald es die Hütte betritt, darf es nicht mehr sprechen, nichts essen und nichts trinken. Erst nach seiner „Opferung“ werden die Verbote wieder aufgehoben. Am nächsten Morgen wird das „Opfer“ an das Ufer des Sees gebracht. Von hinten wird ein langer Holzstock auf seinen Kopf geschlagen, worauf sich das Opfer tot stellt. Es wird dann sofort gefesselt und mit einem Tarafa, einem einheimischen Fischernetz, umhüllt. Ein neuer Tais, ein gewebter Stoff, wird zusammengefaltet und neben seinen Kopf gelegt. Dieser Brauch entspricht dem Ritus beim Begräbnis verstorbener Personen.

### Der Eber
Mit einem langen, schmalen Messer wird ein schwarzer Eber neben dem Mann mit einem Stich ins Herz getötet. Der Schweinekörper wird dann gepresst, so dass das Blut in den See fließt. Dieser Vorgang wird „dem Wasser geben“ genannt. Die anwesenden Menschen schweigen während dieses Vorgangs. Ist das Blut des Ebers versiegt, beginnt nahe dem Opferplatz, im Südosten des Sees, in einem schmalen baumbewachsenen Kanal, eine Prozession von dekorierten Booten. Im ersten Boot, das mit gedrehten Bambusbögen und einem gewebten Banner geschmückt ist, sitzen die Rato-Männer aus Balibo. Statt des sonst üblichen Schmucks und ihrer Tracht tragen sie weiße Kleidung.
An einem Seil wird das zweite Boot hinterhergezogen. An dessen Bug steht ein Fischer mit einem Tarafa-Netz, bereit es auszuwerfen. Hinter ihm befindet sich ein Teil eines Baumstumpfs, der als sehr heilig (lulik) gilt, eingehüllt in Tücher. Vor dem Stumpf sitzt ein Rato aus Balibo. Ein Steuermann führt mit einem Paddel im Heck das Boot. Dabei muss er aufpassen, das Wasser nicht zu stören. Das Paddel soll daher nicht ins Wasser platschen.
In den weiteren Booten sitzen Patcha aus Balibo mit lulik-Stöcken, gabelförmige Äste mit kleinen Stücken Baumwollstoff. Die Boote der Adligen aus Atabae sind entlang der Prozessionsstrecke verankert. Die Mitglieder der untersten Kaste beider Reiche, die Acano, stehen entlang des Ufers.
Sobald der Fischer im führenden Boot sein Netz in den See eintaucht, beginnen auch die Fischer in den anderen Booten aus Balibo und Atabae mit dem Fischen. Es ist das Ende der absoluten Stille. Es gibt einen Wettstreit um die Ehre, wer den mittleren Kanal des Sees als Erster erreicht. Die Acano steigen in die Untiefen, rufend, tanzend und singend. So soll der Schlamm aufgewirbelt werden, was die Fische „betrunken“ mache.
Sobald der Fischer im ersten Boot sein Netz und seinen ersten Fang wieder eingeholt hat, wird das menschliche Opfer aus seinem Netz und von seinen Fesseln befreit. Der Mann kniet sich dann hin, mit dem Rücken zum Wasser gewandt, seine Nase mit den Händen haltend. Dann führt der Rai lulik das Opfer entlang des heiligen Pfades zu einem einzeln stehenden Banyanbaum, wobei der Priester auf seinen Handflächen und mit ausgestreckten Armen ein blankes Schwert trägt und das Opfer seine Arme verschränkt.

### Der Büffel
Der weibliche Büffel war bis zu diesem Zeitpunkt an diesem Banyan angebunden. Nur ausgewählte Männer aus Balibo und Atabae dürfen sich ihm während der Zeremonie nähern und nur der Rai lulik darf das Tier berühren. Das menschliche Opfer kniet sich nun auf der anderen Seite des Baums nieder, ohne den Büffel anzusehen. Dann bietet der Rai lulik erst dem Büffel, dann dem Mann eine Betelnuss auf der Schwertspitze an. Der Mann nimmt die Nuss mit dem Mund direkt vom Schwert. Er kaut etwas auf der Nuss und spuckt dann den Saft fünfmal in einen Halbkreis vor ihm. Dann lässt er seinen Kopf auf seine Brust fallen, während er weiter kaut.
Nun nimmt der Rai lulik das Schwert und führt es dem Büffel vaginal ein und verstärkt die Bewegungen mit der Waffe, bis er den Zwölffingerdarm des Tiers durchstößt und eventuell auch andere Organe verletzt. Bei jedem Brüllen des verwundeten Büffels spuckt das menschliche „Opfer“ wieder fünfmal Betelnusssaft in den Halbkreis. Ist der Büffel endlich verendet und vom Rai lulik ausgeweidet, erhebt sich das „Opfer“ aus seiner knienden Position, trägt die Eingeweide des Büffels ans Ufer und bietet sie dem Wasser dar.
Der Rai lulik zerlegt dann den Büffelkadaver. Bestimmte Teile behält er für sich, während der Rest gleichmäßig unter den Vertretern von Balibo aufgeteilt wird. Nichts bekommt das „Opfer“, und auch die Vertreter Atabaes, die der Zeremonie beiwohnten, gehen leer aus. Das „Opfer“ darf nun wieder frei herumlaufen und vom Fischfang einen Teil bekommen, ihm ist aber nicht gestattet, lebende Fische zu berühren.

## Nach der Zeremonie
Zwei bis drei Tage lang wird ohne Unterbrechung weiter gefischt. Vom Fang werden aber nur die großen Exemplare behalten. Kleinere Fische und Krebse werden einfach ans Ufer geworfen, wo sie verrotten. Die Gefahr, dass durch dieses Ritual der See hoffnungslos überfischt wird, wird durch den langen Zeitraum zwischen den Festen reduziert. In dieser Zeit wird im See überhaupt kein Fischfang betrieben.

## Belege
- Margaret J. E. King: Fishing Rites at Be-Malai, Portuguese Timor. In: Records of the South Australian Museum, Adelaide, Sth Aust. : Govt. Printer: From Records of the South Australian Museum, Band 15, Nr. 1, 6. Oktober 1965.